# کوبلا گورا (استان لهستان بزرگ‌تر)
کوبلا گورا (به لهستانی:  Kobyla Góra) یک روستا در لهستان است که در گمینا کوبلا گورا واقع شده‌است.
 کوبلا گورا  ۲٬۰۰۰ نفر جمعیت دارد.

## خواهرخوانده
شهر کیرشنلامیتز خواهرخواندهٔ کوبلا گورا (استان لهستان بزرگ‌تر) هست.